# Terinos teuthras
Terinos teuthras är en fjärilsart som beskrevs av William Chapman Hewitson 1862. Terinos teuthras ingår i släktet Terinos och familjen praktfjärilar. Inga underarter finns listade i Catalogue of Life.